# Ладыжинское
Ладыжинское (укр. Ладижинське) — посёлок, входит в Тростянецкий район Винницкой области Украины.
Население по переписи 2001 года составляло 107 человек. Почтовый индекс — 24326. Телефонный код — 4343. Занимает площадь 0,2 км². Код КОАТУУ — 524184602.

## Местный совет
24326, Вінницька обл., Тиврівський р-н, с. Оляниця, вул. Першоттравнева, 61, тел. 29-4-42, 29-4-31  (укр.)